# Khoa học Trái Đất
Khoa học Trái Đất hay Địa học bao gồm tất cả các lĩnh vực khoa học tự nhiên liên quan đến hành tinh Trái Đất. Đây là một nhánh của khoa học liên quan đến sự cấu tạo của Trái Đất và bầu khí quyển của nó. Khoa học Trái Đất nghiên cứu về các đặc điểm vật lý của hành tinh của loài người, từ động đất đến hạt mưa, và từ lũ lụt đến hóa thạch. Khoa học Trái Đất có thể được coi là một nhánh của khoa học vũ trụ, nhưng có lịch sử lâu đời hơn. Khoa học Trái Đất bao gồm bốn nhánh nghiên cứu chính, thạch quyển, thủy quyển, khí quyển, và sinh quyển, mỗi nhánh được chia nhỏ thành các lĩnh vực chuyên biệt hơn.
Khoa học Trái Đất được tiếp cận bằng cả hai hướng giản lược và toàn diện. Nó cũng bao gồm những nghiên cứu về Trái Đất và các hành tinh lân cận khác trong không gian. Một số nhà khoa học Trái Đất sử dụng tri thức của họ về các hành tinh để định vị và phát triển tài nguyên năng lượng và khoáng sản. Số khác lại nghiên cứu tác động từ hoạt động của con người đến môi trường Trái Đất; từ đó thiết kế những biện pháp bảo vệ hành tinh. Ngoài ra, số còn lại thì đi sâu hơn về nghiên cứu các hiện tượng Trái Đất như núi lửa, động đất, và bão để giúp con người tránh những thảm hoạ tàn khốc của thiên nhiên.
Khoa học Trái Đất có thể bao gồm các nghiên cứu về địa chất, thạch quyển, và cấu trúc quy mô lớn sâu bên trong lõi Trái Đất, cũng như là bầu khí quyển của Trái Đất, thủy quyển, và sinh quyển. Thông thường, các nhà khoa học Trái Đất sử dụng các công cụ địa lý, niên đại học, vật lý, hoá học, sinh học, và toán học để xây dựng hệ tri thức định lượng về cách Trái Đất vận động và phát triển. Khoa học Trái Đất ảnh hưởng đến cuộc sống hàng ngày của chúng ta. Ví dụ như các nhà khí tượng học nghiên cứu thời tiết và theo dõi các cơn bão nguy hiểm. Các nhà thủy văn học nghiên cứu nước và cảnh báo lũ lụt. Các nhà địa chấn học nghiên cứu động đất và dự đoán nơi nó sẽ diễn ra. Các nhà địa chất nghiên cứu đá và giúp xác định vị trí của các khoáng chất hữu ích. Các nhà khoa học Trái Đất thường làm việc ngoài thực địa như leo núi, khám phá đáy biển, bò qua các hang động hoặc lội trong đầm lầy. Họ đo lường và thu thập các vật mẫu (như các mẫu đá hoặc nước sông), sau đó họ ghi chép lại phát hiện của họ trên các biểu đồ và bản đồ.

## Các lĩnh vực nghiên cứu
Khoa học Trái Đất thường được phân loại thành những lĩnh vực sau đây:
- Địa lý tự nhiên bao gồm tất cả khía cạnh của địa mạo, nghiên cứu về đất, thủy văn, khí tượng, khí hậu, và địa sinh học.[1]
- Địa chất mô tả về các phần Đá của vỏ Trái Đất (hoặc nói đến toàn bộ phần rắn là thạch quyển) và lịch sử phát triển của nó. Các phân ngành chính là khoáng vật học, thạch học, địa hóa học, địa mạo học, cổ sinh vật học, địa tầng học, địa chất cấu trúc, địa kỹ thuật, và trầm tích học.[2][3]
- Địa vật lý và Trắc địa là ngành học tìm hiểu hình dạng của Trái Đất, phản ứng của nó đối với các lực, và tìm hiểu về từ trường và trọng lực của nó. Các nhà địa vật lý khám phá lõi, lớp phủ của Trái Đất, cũng như là hoạt động kiến tạo và địa chấn của thạch quyển.[3][4][5] Địa vật lý thường được sử dụng để bổ sung cho công việc của các nhà địa chất học trong việc phát triển kiến thức toàn diện về địa chất vỏ Trái Đất, đặc biệt là trong thăm dò khoáng sản và dầu khí. Các nhà địa chấn học sử dụng địa vật lý để hiểu sự dịch chuyển kiến tạo mảng, cũng như dự đoán hoạt động địa chấn.
- Khoa học đất bao phủ lớp ngoài cùng của lớp vỏ Trái Đất chịu sự hình thành của quá trình hình thành đất (hoặc tầng sinh quyển).[6] Các phân ngành chính trong lĩnh vực nghiên cứu này bao gồm thổ nhưỡng học và nghiên cứu về địa chất thổ nhưỡng.[7]
- Sinh thái học nghiên cứu sự tương tác giữa hệ động vật và thực vật. Lĩnh vực này nghiên cứu về sự khác biệt giữa Trái Đất và các hành tinh khác trong Hệ Mặt trời, trong đó Trái Đất là hành tinh duy nhất tồn tại sự sống.
- Thủy văn học, hải dương học và hồ học là những nghiên cứu tập trung vào sự chuyển động, phân phối (dòng chảy và chất lượng của nước nó liên quan đến tất cả các thành phần của chu trình thủy văn trên Trái Đất và bầu khí quyển (hay thủy quyển). " Các phân ngành thủy văn bao gồm khí tượng thủy văn, thủy văn mặt nước, thủy văn, khoa học đầu nguồn, thủy văn rừng và hóa học nước."[8]
- Băng hà học bao gồm các nghiên cứu về những khu vực băng giá của Trái Đất (hay quyển băng).
- Khoa học khí quyển bao gồm các phần khí của trái đất (hay khí quyển) giữa bề mặt địa cầu và tầng ngoài (khoảng 1000 km). Các phân ngành chính bao gồm khí tượng học, khí hậu học, hoá học khí quyển, và vật lý khí quyển.

## Cấu tạo bên trong Trái Đất

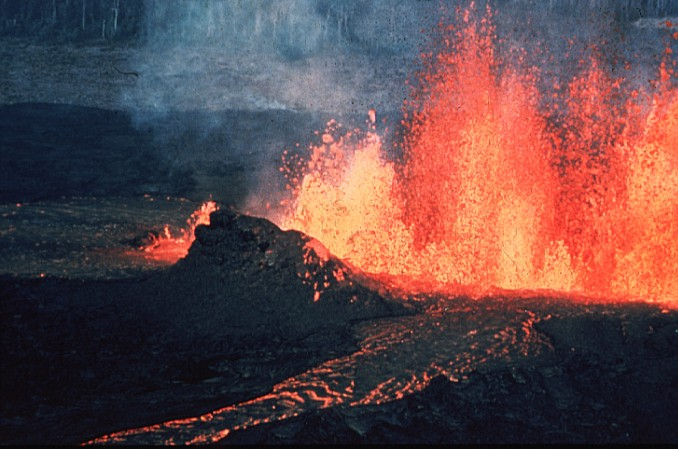
Phun trào núi lửa là sự giải phóng năng lượng tích lũy trong lòng Trái Đất.

Kiến tạo mảng, sự tạo núi, núi lửa và động đất là những hiện tượng địa chất có thể được giải thích dưới dạng các quá trình vật lý và hóa học trong lớp vỏ Trái Đất. 
Bên dưới lớp vỏ Trái Đất là quyển manti hấp thụ nhiệt năng từ sự phóng xạ của các nguyên tố kim loại nặng. Lớp quyển manti không hoàn toàn rắn chắc và bao gồm các magma ở trạng thái đối lưu bán vĩnh viễn convection. Quá trình đối lưu này làm cho các tấm thạch quyển di chuyển, mặc dù chậm. Kết quả của quá trình này được gọi là kiến tạo mảng.
Kiến tạo mảng có thể được coi là quá trình bề mặt Trái Đất được tái tao lại). Do kết quả của sự mở rộng đáy biển, lớp vỏ và thạch quyển mới được tạo ra bởi dòng chảy magma từ quyển manti đến khu vực gần bề mặt, thông qua các khe nứt, nơi nó nguội đi và đông cứng lại. Thông qua sự/đối hút chìm, lớp vỏ đại dương và thạch quyển quay trở lại quyển manti đối lưu.
Các khu vực của lớp vỏ Trái Đất (nơi lớp vỏ mới được tạo ra) được gọi là  ranh giới phân kỳ ", còn khu vực vỏ bị mất đi hay bị húy chìm vào lòng Trái Đất gọi là ]]ranh giới hội tụ]] và những nơi mà các mảng trượt qua nhau gọi là ranh giới chuyển dạng, tại ranh giới chuyển dạng này không có vật liệu thạch quyển mới nào được tạo ra hoặc phá hủy Động đất là kết quả của sự di chuyển của các mảng thạch quyển, và chúng thường xảy ra gần các ranh giới hội tụ, nơi các phần của lớp vỏ bị ép vào Trái Đất như một phần của sự hút chìm..
Núi lửa kết quả chủ yếu từ sự tan chảy của vật chất vỏ chìm. Vật chất vỏ bị ép vào thiên thạch tan chảy,, và một phần vật chất nóng chảy trở nên đủ nhẹ để nổi lên bề mặt—và sinh ra núi lửa.

## Bầu khí quyển của Trái Đất

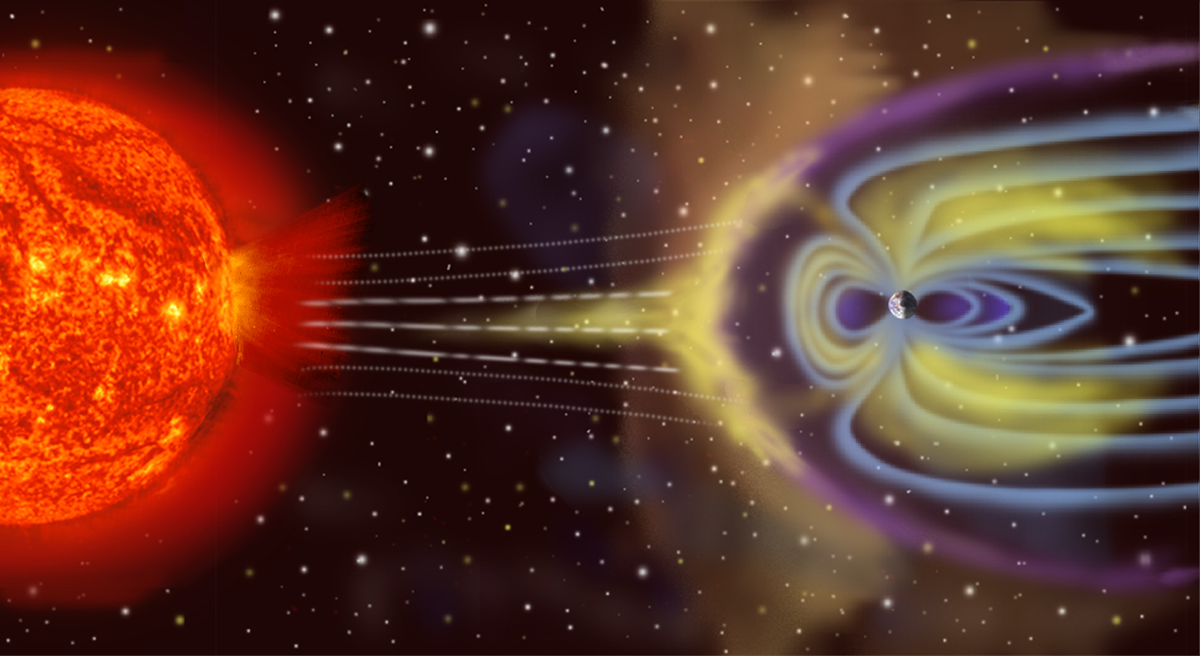
Từ trường bảo vệ bề mặt Trái Đất khỏi các hạt của gió mặt trời.
(hình ảnh không đúng tỉ lệ.)

Tầng đối lưu, tầng bình lưu, tầng trung lưu, tầng ngoài khí quyển, và tầng ngoài vũ trụ là năm lớp tạo nên bầu khí quyển của Trái Đất. 75% khí trong khí quyển nằm trong tầng đối lưu (lớp nằm gần bề mặt Trái Đất nhất). Nhìn chung, bầu khí quyển được tạo thành từ khoảng 78,0% nitơ, 20,9% oxy, and 0,92% argon. Ngoài nitơ, oxy và argon còn có một lượng nhỏ các loại khí khác bao gồm CO2 và hơi nước. Hơi nước và CO2 cho phép khí quyển Trái Đất bắt và giữ năng lượng của Mặt Trời thông qua một hiện tượng gọi là hiệu ứng nhà kính. Điều này cho phép bề mặt Trái Đất đủ ấm để có nước và hỗ trợ sự sống. Ngoài việc lưu trữ nhiệt, bầu khí quyển còn bảo vệ các sinh vật sống bằng cách che chắn bề mặt Trái Đất khỏi các tia vũ trụ — thường được cho là không chính xác và bị làm chệch hướng bởi từ trường. Trường từ trường — được tạo ra bởi các chuyển động bên trong của lõi, tạo ra từ quyển bảo vệ bầu khí quyển của Trái Đất khỏi gió mặt trời. Vì Trái Đất đã 4,5 tỉ tuổi, nó đáng lẽ đã mất hết bầu khí quyển nếu không có từ trường bảo vệ.

## Từ trường Trái Đất
Nam châm điện là nam châm được tạo ra bởi một dòng điện. Lõi trong của Trái Đất là một khối sắt đặc, được bao quanh bởi lõi ngoài là một dòng chất lỏng đối lưu; Do đó, có thể nói, Trái Đất là một nam châm điện. Chuyển động của sự đối lưu chất lỏng duy trì từ trường của Trái Đất..

## Phương pháp luận
Phương pháp luận khác nhau tùy thuộc vào bản chất của các đối tượng được nghiên cứu. Các nghiên cứu thường rơi vào một trong ba loại: quan sát, thực nghiệm hoặc lý thuyết. Các nhà khoa học Trái Đất thường tiến hành phân tích máy tính tinh vi hoặc ghé thăm một địa điểm thú vị để nghiên cứu các hiện tượng Trái Đất (ví dụ: Nam Cực hoặc chuỗi đảo điểm nóng (địa chất)).
Một lý tưởng nền tảng trong khoa học Trái Đất là khái niệm về chủ nghĩa đồng nhất, khẳng địng rằng " các đặc điểm địa chất cổ đại được giải thích bằng cách hiểu các quá trình hoạt động dễ dàng quan sát." Nói cách khác, bất kỳ quá trình địa chất nào đang hoạt động hiện nay đều hoạt động những cách tương tự trong suốt thời gian địa chất. Điều này cho phép những người nghiên cứu lịch sử Trái Đất áp dụng kiến thức về cách các quá trình Trái Đất hoạt động trong hiện tại để hiểu rõ hơn về cách hành tinh này tiến hoá và thay đổi qua lịch sử lâu dài.

## Các quyển của Trái Đất
Khoa học Trái Đất thường chia thành bốn phạm vi, thạch quyển, thủy quyển, khí quyển, và sinh quyển; chúng tương ứng với Đá (địa chất), nước, không khí và sự sống. Nó cũng bao gồm một số băng quyển (tương ứng với băng) như là một phần riêng biệt của thủy quyển và tầng sinh quyển (tương ứng với đất) như một khu vực hoạt động tích cực và xen kẽ.

## Các quyển Trái Đất

### Địa chất học
– Phần lớp đá của Trái Đất (hay thạch quyển) bao gồm phần nhân, lớp phủ trung gian (độ sâu 35-2900 km) và lớp vỏ (độ sâu 0-35 km, dao động tùy theo từng chỗ, có thể từ 5-70 km). Các nhánh chính bao gồm khoáng vật học, thạch học, địa hóa học, cổ sinh vật học, địa tầng học, địa chất cấu tạo, kỹ thuật địa chất và trầm tích học.

### Hải dương họcvàkhoa nghiên cứu về hồ
– Các đại dương và nguồn nước ngọt của phần nước trên Trái Đất (hay thủy quyển). Các nhánh chính là Hải dương học: lý hải dương học, hóa hải dương học và sinh hải dương học.

### Khoa học khí quyển
– Phần chứa khí của Trái Đất (hay khí quyển).

### Băng quyển học
– Phần chứa băng của Trái Đất (hay băng quyển học)
Tuy nhiên, có một loạt các tác động tương hỗ giữa các lĩnh vực này. Rất nhiều các lĩnh vực hiện đại có cách tiếp cận đa ngành và do đó không phù hợp với sơ đồ này.

## Các lĩnh vực đa ngành
- Sinh địa hóa học theo dõi chu trình của các nguyên tố trong các quyển chịu tác động bởi các quá trình sinh học và địa chất học, đặc biệt sự phân bổ và chuyển động giữa các nguồn dự trữ.
- Cổ đại dương học và cổ khí hậu học sử dụng các thuộc tính của các trầm tích, lõi băng hay các tài liệu sinh học để suy đoán trạng thái quá khứ của các đại dương, khí quyển hay khí hậu.

Ngoài ra, các chuyên ngành hiện đại khác được biết chung như là Khoa học hệ thống Trái Đất tiếp cận tới toàn bộ Trái Đất như là một hệ thống theo đúng nghĩa của nó, mà nó tiến hóa như là kết quả của các tác động tích cực và tiêu cực giữa các hệ thống hợp thành:
- Khí tượng học mô tả, giải thích và dự báo thời tiết trên cơ sở tác động tương hỗ chủ yếu giữa đại dương và khí quyển.
- Khí hậu học mô tả và giải thích khí hậu theo thuật ngữ của sự tương tác giữa các quyển như đá quyển, thủy quyển, khí quyển, băng quyển và sinh quyển.
- Các học thuyết Gaia giải thích các biến đổi của hệ thống Trái Đất theo thuật ngữ của các tác động của sinh quyển.

Giống như các nhà khoa học khác, các nhà khoa học về Trái Đất sử dụng các phương pháp khoa học: cố gắng đưa ra công thức cho các giả thuyết sau khi quan sát và thu thập dữ liệu về các yếu tố tự nhiên và sau đó kiểm tra các giả thuyết này. Trong khoa học về Trái Đất, dữ liệu thông thường đóng một vai trò cực kỳ quan trọng trong việc kiểm tra và chứng minh các giả thuyết. Việc tiếp cận hệ thống, bằng cách sử dụng tổ hợp của các mô hình máy tính cũng như kiểm tra giả thuyết bởi các dữ liệu vệ tinh hay dữ liệu của các tàu khoa học, đã tăng thêm khả năng để các nhà khoa học có thể giải thích các biến đổi trong quá khứ và trong tương lai có thể xảy ra của hệ thống Trái Đất.

## Một phần danh sách các lĩnh vực chủ yếu

### Địa chất học
- Phấn hoa
- Cataclysmic Geology
- Chùm lớp phủ
- Địa chấn học
- Địa chất cấu tạo
- Địa chất công trình
- Địa chất dầu khí
- Địa chất học hành tinh
- Địa chất môi trường
- Địa chất thủy văn
- Địa hóa học
- Địa kỹ thuật
- Địa mạo học
- Địa sử
- Địa tầng học
- Địa thời học
- Địa thống kê
- Địa vật lý
- Địa vi sinh học
- Hóa thạch
- Khai thác mỏ
- Khoáng vật học
- Kiến tạo mảng
- Kiến tạo
- Kinh tế địa chất
- Địa chất Đệ Tứ
- Ngọc học
- Núi lửa học
- Sinh khoáng
- Thạch học
- Thổ nhưỡng học
- Trắc địa
- Trầm tích học
- Địa từ
- Vi cổ sinh học

### Hải dương học
- Địa chất biển
- Hóa học biển
- Lý địa chất học đại dương
- Sinh học biển
- Thạch học biển
- Vật lý biển

### Địa lý
- Địa lý nhân văn
- Địa lý tự nhiên

### Khoa học sông hồ
- Khoa học sông hồ

### Băng quyển học
- Băng quyển học

### Khí quyển học
- Khí quyển học

### Các hệ thống hay lĩnh vực đa ngành
- Khí hậu học
- Khí tượng học
- Khoa học hệ thống Trái Đất
- Thạch khí hậu học
- Các giả thiết Gaia